# Autostrada A21 (Francja)
Autostrada A21 (fr. Autoroute A21), także Rocade Minière (pol. Obwodnica Górnicza) - autostrada w północnej Francji.